# Coloração ácido periódico-Schiff

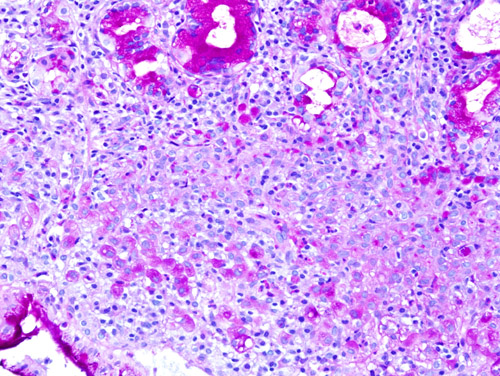
Histopatologia de adenocarcinoma gástrico corado pela coloração PAS.

A coloração ácido periódico + reativo de Schiff ou coloração PAS (do inglês periodic acid–Schiff) é um método de coloração usado em histologia e patologia. Este método é primariamente usado para identificar glicogênio em tecidos. A reação do ácido periódico seletivamente oxida glicois vicinais, como encontrados na glicose, produzindo aldeídos, que ao reagirem com o reagente de Schiff produz uma substância com cor púrpura-magenta. 
A coloração PAS é principalmente usada para colorir estruturas contendo uma alta proporção de macromoléculas de carboidratos (glicogênio, glicoproteína neutras), encontrado no. tecidos conjuntivos, mucosubtâncias produzidas pelas células caliciformes (glândula exócrina unicelular) e na membrana basal.
Coloração PAS pode ser usada para distinguir entre diferentes tipos de doenças de estocagem de glicogênio. Entretanto, tem usos além destes, tais como indicativo de patologias como a doença de Paget, ou na coloração de bactérias na doença de Whipple, assim como no diagnóstico da adiaspiromicose pulmonar e dermatofitose.